# Ghiacciaio Boryana
Il ghiacciaio Boryana (in inglese Boryana Glacier) è un ghiacciaio lungo 11 km e largo 3,2, situato sulla costa di Nordenskjöld, nella parte orientale della Terra di Graham, in Antartide. In particolare, il ghiacciaio si trova a ovest-sud-ovest del ghiacciaio Desudava e a nord-est del ghiacciaio Darvari e da qui fluisce verso sud, scorrendo lungo il versante sud-orientale dell'altopiano Detroit e passando tra il bastione Rice e il picco Gusla, per poi entrare nella baia Mundraga tra i ghiacciai Desudava e Darvari.

## Storia
Il ghiacciaio Boryana è stato così battezzato dalla Commissione bulgara per i toponimi antartici in onore di Boryana, un villaggio della provincia di Varna, nella Bulgaria nord-orientale. 